# Maryland in Liberia

Fahne des Staates Maryland in Liberia (1854–57)

Maryland in Liberia, auch Maryland in Afrika, war ein Staat in Westafrika. Der 1834 durch Kauf erworbene Küstenabschnitt bildete eine Kolonie und
erklärte noch im gleichen Jahr die staatliche Unabhängigkeit, vereinigte sich aber 1857 mit der benachbarten Republik Liberia.

## Geschichte

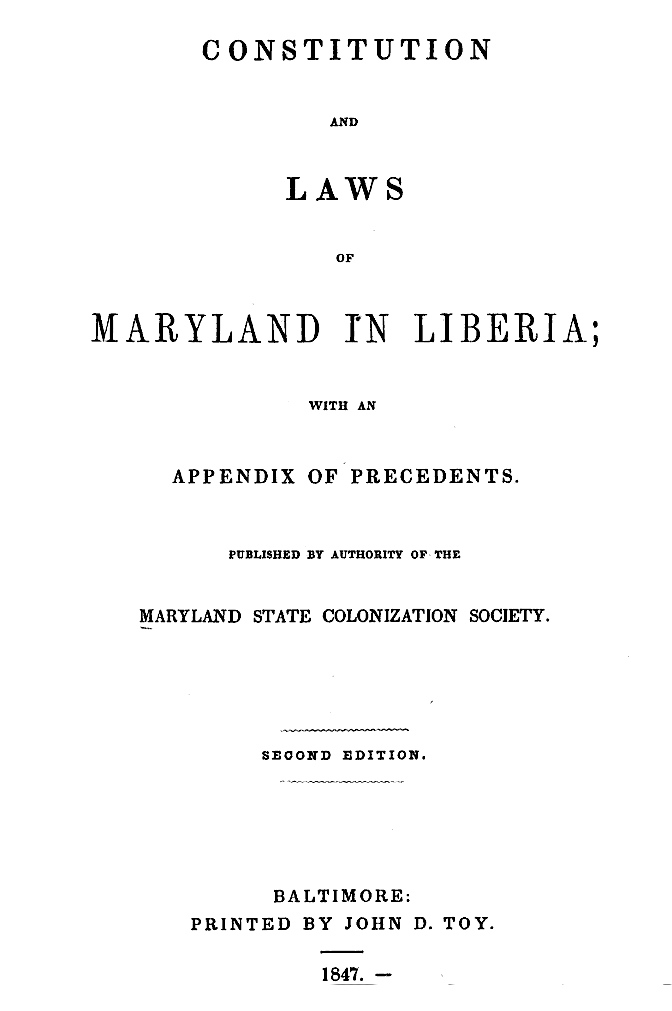
Titelblatt der Verfassung von 1834

Am 12. Februar 1834 wurde der westafrikanische Staat Maryland in Africa auf Betreiben der Maryland State Colonization Society zunächst als Kolonie offiziell gegründet. Die beabsichtigte Staatsgründung am Cape Palmas war Teil einer planmäßigen Überführung von ehemaligen Sklaven aus dem Gebiet des US-Staates Maryland nach Westafrika.
Als Hauptstadt wurde der Ort Harper gegründet. Der Ortsname erinnert an den US-Politiker General Robert Goodloe Harper (1765–1825), dieser war ein Unterstützer der Rückführungsbemühungen von Afroamerikanern seitens der amerikanischen Kolonialisations-Gesellschaften. Es war auch General Harpers Idee, dem an der westafrikanischen Küste erkauften Landstrich den verheißungsvollen Namen „LIBERIA – Land der Freiheit“ zu geben.
Zum ersten Gouverneur der Kolonie war James Hall bestimmt worden, er nahm dieses Amt bis zu seiner krankheitsbedingten Rückkehr (Malaria?) 1839 in die Vereinigten Staaten wahr. Zum Nachfolger wurde John Brown Russwurm, ein ehrgeiziger Ameriko-Liberianer, der bereits in Monrovia als Lehrer gearbeitet hatte und die neugegründete Kolonie Maryland als seine Lebensaufgabe betrachtete. John B. Russwurm kümmerte sich auch um die wirtschaftlichen Belange der Kolonie, in seiner Amtszeit als Gouverneur kontrollierte er persönlich den Außenhandel, Einnahmen und Ausgaben der Kolonialverwaltung und sorgte für die Geldwertstabilität der eigenen Währung.
Im Jahre 1856 begann ein blutiger Krieg mit den Völkern der Grebo und der Kru, welche die Einwanderer aus ihren Herrschaftsgebieten vertreiben wollten. Es kam zu mehreren Überfällen auf Missionsstationen, Farmen und Plantagen, hierbei wurden 26 Kolonisten getötet. In dieser Notlage bat Boston Jenkins Drayton, der Präsident Marylands, in Monrovia um militärische Hilfe, die ihm unverzüglich gewährt wurde. Drayton und seine Kolonisten erkannten zu diesem Zeitpunkt, dass sie die staatliche Eigenständigkeit und Entwicklung Marylands auch in der Zukunft nicht mehr aus eigenen Kräften absichern könnten, am 18. März 1857 wurde deshalb die staatliche Eigenständigkeit aufgegeben und die Vereinigung mit dem Bruderstaat Liberia vollzogen.
Aus dem größeren, westlichen Teil des Staatsgebietes wurde der heutige liberianische County Maryland gebildet. Der östliche Teil Marylands wurde schon 1891 auf Druck der französischen Regierung an die Kolonie Französisch-Westafrika abgetreten und gehört gegenwärtig zum Staat Elfenbeinküste.

## Abbildungen

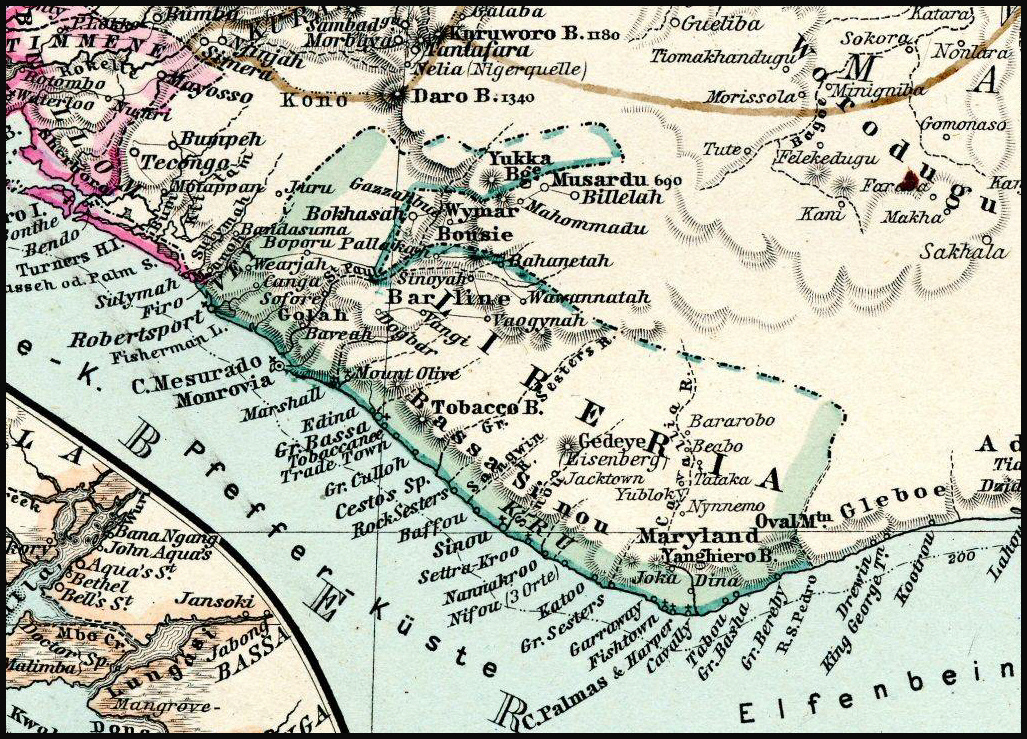
Kartenausschnitt Westafrikas (1868)
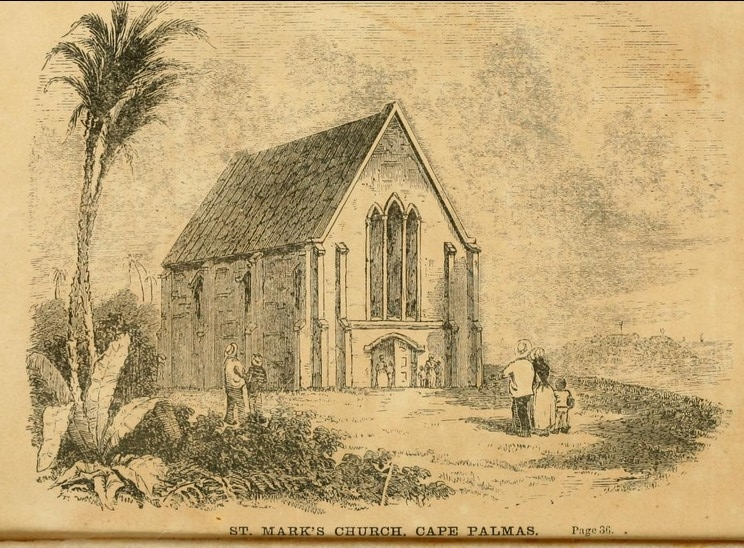
St. Mark’s Church, die Bischofskirche der Kolonie
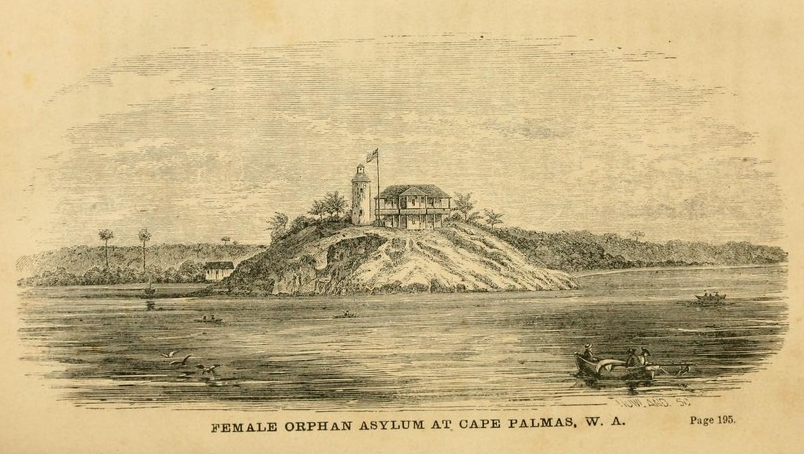
Cape Palmas mit Leuchtturm
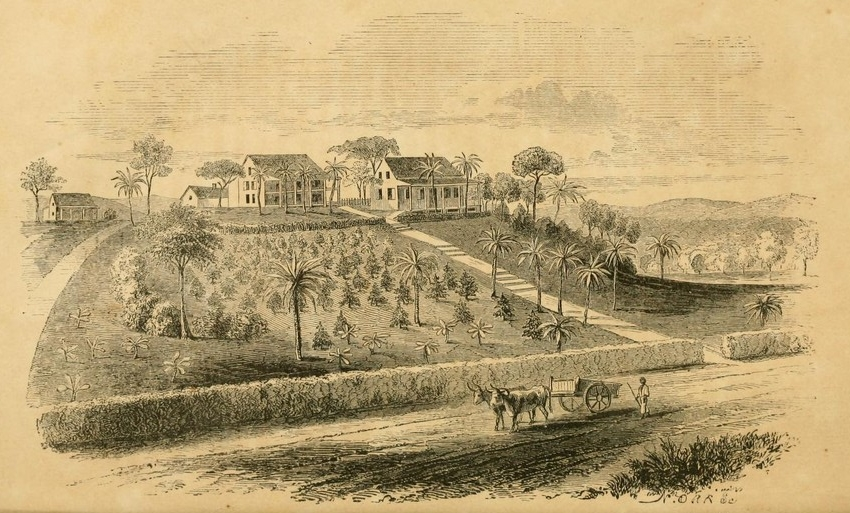
Missionsstation am Mount Vaugn
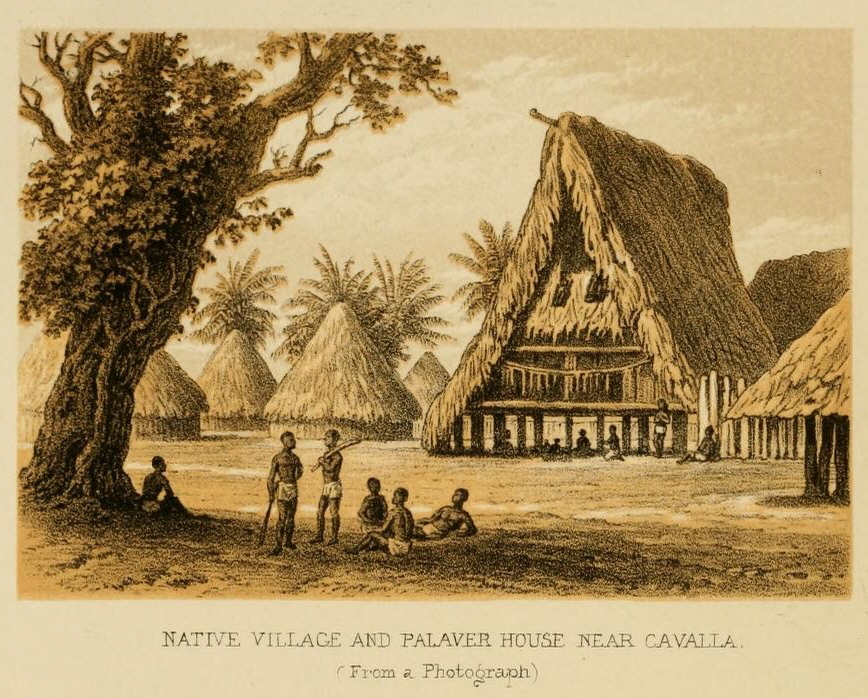
Ein typisches Dorf der Ureinwohner